# Binfield
Binfield est une paroisse civile et un village du Berkshire, en Angleterre.